# Ірга канадська
Садова ірга канадська, ірга канадська,  (Amelanchier canadensis) — вид рослин родини розових (Rosaceae), поширений на сході Канади й США.

## Опис
Кущ 3–5 м. Листки оберненояйцеподібні або довгасті, 3–8 см завдовжки, 2–4 см завширшки, на краю гостро-пилчасті. Суцвіття — негусті китиці. Плоди темно-червоні. Кущ 0.2–8 м. Чашолистки (0.3)1.8–3.1(4.6) мм. Пелюстки лінійні, еліптичні або довгасті, (4)6–10.2(15) × (1.8)2.6–4(5.3) мм.

## Поширення
Поширений у східній Канаді й на сході США.
В Україні вид зростає у парках і садах — на всій території; інтродукований.

## Використання
Декоративна харчова рослина.